# Meister des Altars von Zeigerheim

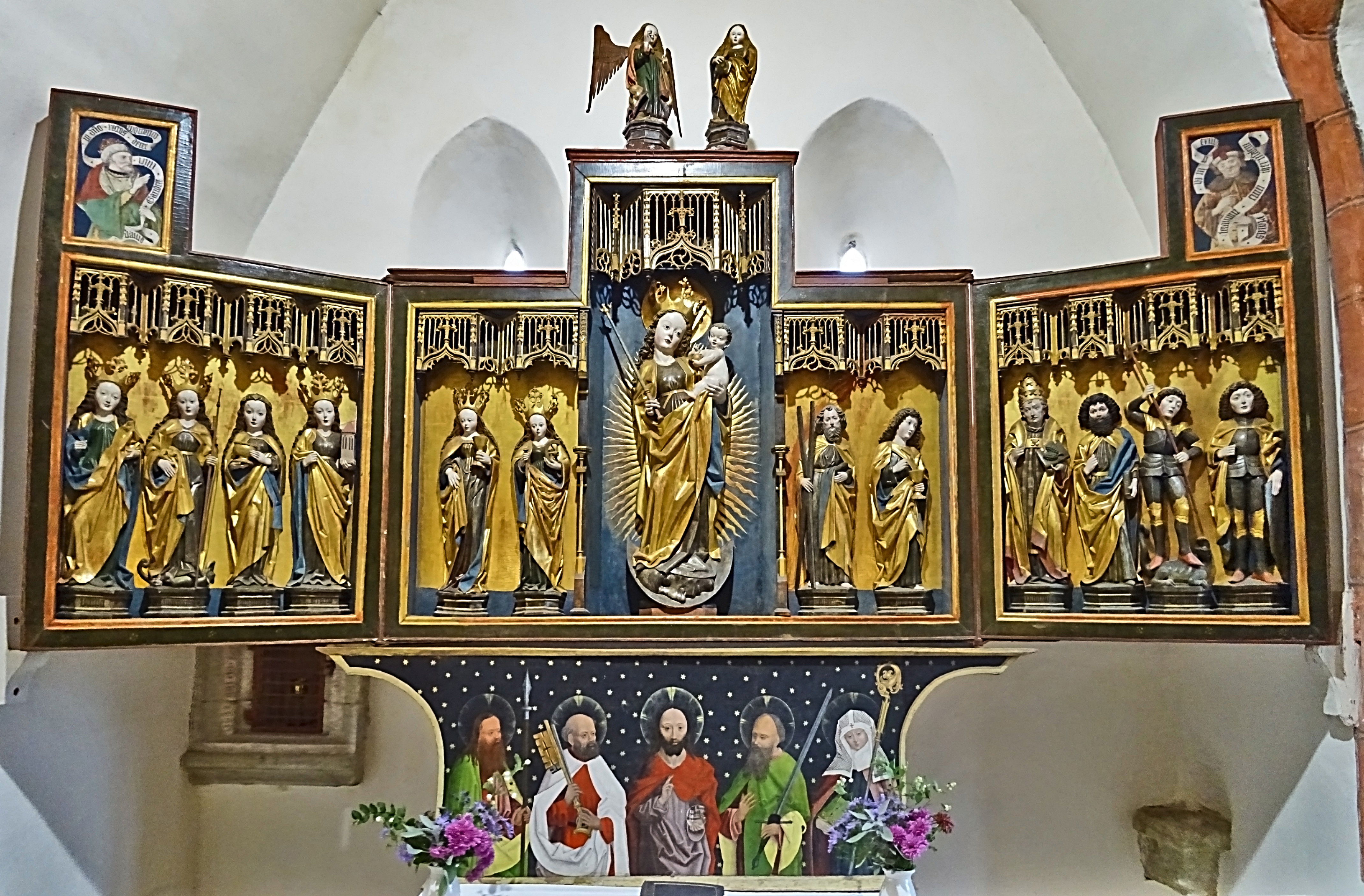
Festtagsseite des Zeigerheimer Altars

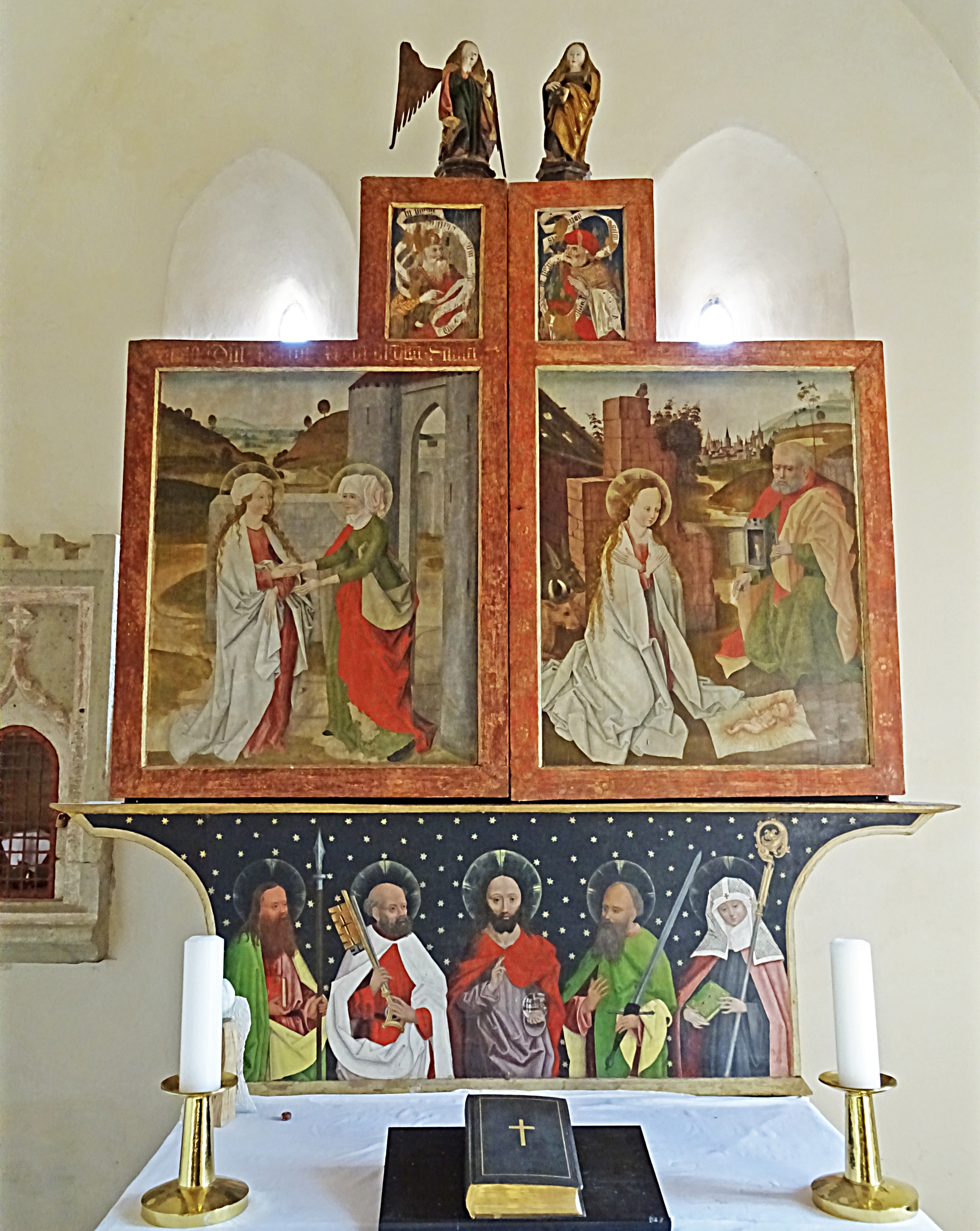
Werktagsseite des Zeigerheimer Altars

Mit Meister des Zeigerheimer Altars (auch manchmal Zeigerheimer Meister) wird der Bildschnitzer aus dem 15. Jahrhundert bezeichnet, der den gotischen Schnitzaltar in der Dorfkirche von Zeigerheim  bei Rudolstadt geschaffen hat. Der namentlich nicht bekannte Künstler schuf eine Marienfigur umgeben von 12 Figuren von Heiligen. Darunter befindet sich auch Sankt Urban, Schutzpatron des Weinbaus, der noch heute in der Gegend betrieben wird.
Der Meister des Zeigerheimer Altars wird manchmal einer Saalfelder Schule zugerechnet, in der einige gleichzeitig mit ihm um 1490 in der Gegend des heutigen Landkreises Saalfeld-Rudolstadt tätige Bildschnitzer gruppiert werden.

## Werke (Auswahl)
- Zeigerheimer Altar, Flügelaltar, Zeigerheim, Dorfkirche.
- Großer Marienaltar, ursprünglich aus der Marienkapelle des einstigen Saalfelder Benediktinerklosters, Saalfeld, Stadtmuseum.
- Staffelaltar. Volkstedt, Kirche (zugeschrieben).